# Sverige i olympiska sommarspelen 1980
Sverige tog vid Olympiska sommarspelen 1980 tre guldmedaljer. Dessa kom via fäktaren Johan Harmenberg samt de båda simmarna Bengt Baron och Pär Arvidsson. Sverige fick dessutom tre silver och sex brons.

## Medaljer
|         | Guld | Silver | Brons | Totalt |
| ------- | ---- | ------ | ----- | ------ |
| Sverige | 3    | 3      | 6     | 12     |

### Guld
- Johan Harmenberg - Fäktning, värja individuellt
- Bengt Baron - Simning, 100 m ryggsim
- Pär Arvidsson - Simning, 100 m fjärilsim

### Silver
- Agneta Eriksson, Tina Gustafsson, Carina Ljungdahl och Agneta Mårtensson - Simning, 4 x 100 m
- Per Holmertz - Simning, 100 m frisim
- Lars-Göran Carlsson - Skytte, lerduva

### Brons
- Benni Ljungbeck - Brottning, grekisk-romersk stil, bantamvikt
- Lars-Erik Skiöld - Brottning, grekisk-romersk stil, lättvikt
- George Horvath, Lennart Pettersson och Svante Rasmuson - Modern femkamp, lag
- Göran Marström och Jörgen Ragnarsson - Segling, tornado
- Per Johansson - Simning, 100 m frisim
- Sven Johansson - Skytte, korthåll, helmatch

## Basket
Herrar
Gruppspel
| Lag        | Poäng | Vinster | Förluster | PF  | PA  | First Tiebreaker Classification for Tied Teams | Second Tiebreaker Goal Average for Tied Teams | Third Tiebreaker Goal Average for All Teams |       |
| ---------- | ----- | ------- | --------- | --- | --- | ---------------------------------------------- | --------------------------------------------- | ------------------------------------------- | ----- |
| Italien    | 5     | 2       | 1         | 248 | 233 | +15                                            | 1W-1L                                         | 1.000                                       | 1.064 |
| Kuba       | 5     | 2       | 1         | 226 | 214 | +12                                            | 1W-1L                                         | 1.000                                       | 1.056 |
| Australien | 5     | 2       | 1         | 224 | 215 | +9                                             | 1W-1L                                         | 1.000                                       | 1.042 |
| Sverige    | 3     | 0       | 3         | 191 | 227 | -36                                            |                                               |                                             |       |

## Boxning
Fjädervikt
- Odd Bengtsson
  1. Första omgången — Bye
  2. Andra omgången — Förlorade mot Adolfo Horta (Kuba) på poäng (0-5)

Lättvikt
- Kalervo Alanenpää
  1. Första omgången — Förlorade mot Omari Golaya (Tanzania) på poäng (0-5)

Lätt weltervikt
- Shadrach Odhiambo
  1. Första omgången — Besegrade Bogdan Gajda (Polen) på poäng (4-1)
  2. Andra omgången — Förlorade mot Anthony Willis (Storbritannien) på poäng (0-5)

Tungvikt
- Anders Eklund
  1. Första omgången — Bye
  2. Kvartsfinal — Förlorade mot István Lévai (Ungern) på poäng (1-4)

## Bågskytte
Damernas individuella tävling
- Anna-Lisa Berglund — 2283 poäng (→ 16:e plats)

Herrarnas individuella tävling
- Goran Bjerendal — 2408 poäng (→ 12:e plats)
- Rolf Svensson — 2357 poäng (→ 20:e plats)

## Cykling
Herrarnas linjelopp
- Peter Jonsson
- Bernt Scheler
- Anders Adamson
- Mats Gustafsson

Herrarnas lagtempolopp
- Anders Adamson
- Bengt Asplund
- Mats Gustafsson
- Håkan Karlsson

## Friidrott
Herrarnas maraton
- Kjell-Erik Ståhl
  - Final — 2:17:44 (→ 19:e plats)

- Tommy Persson
  - Final — 2:21:11 (→ 30:e plats)

- Goran Hagberg
  - Final — fullföljde inte (→ ingen placering)

Herrarnas 400 meter häck
- Christer Gullstrand
  - Heat — 50,95
  - Semifinal — startade inte (→ gick inte vidare)

Herrarnas 3 000 meter hinder
- Anders Carlson
  - Heat — 9:01,8 (→ gick inte vidare)

Herrarnas stavhopp
- Miro Zalar
  - Kval — 5,40 m
  - Final — 5,35 m (→ 10:e plats)

Herrarnas diskuskastning
- Kenth Gardenkrans
  - Kval — 62,58 m
  - Final — 60,24 m (→ 12:e plats)

Herrarnas 20 km gång
- Alf Brandt
  - Final — 1:34:44,0 (→ 13:e plats)

- Bo Gustafsson
  - Final — DSQ (→ ingen placering)

Herrarnas 50 km gång
- Bengt Simonsen
  - Final — 3:57:08 (→ 4:e plats)

- Bo Gustafsson
  - Final — fullföljde inte (→ ingen placering)

Damernas 100 meter
- Linda Haglund
  - Heat — 11,37
  - Kvartsfinal — 11,31
  - Semifinal — 11,36
  - Final — 11,16 (→ 4:e plats)

Damernas 100 meter häck
- Helena Pihl
  - Heat — 13,46
  - Semifinal — 13,68 (→ gick inte vidare)

Damernas höjdhopp
- Susanne Lorentzon
  - Kval — 1,85 m (→ gick inte vidare)

- Ann-Ewa Karlsson
  - Kval — 1,80 m (→ gick inte vidare)

## Fäktning
Herrarnas värja
- Johan Harmenberg
- Rolf Edling
- Hans Jacobson

Herrarnas lagtävling i värja
- Johan Harmenberg, Rolf Edling, Leif Högström, Göran Malkar, Hans Jacobson

Damernas florett
- Kerstin Palm

## Modern femkamp
Herrarnas individuella tävling
- Svante Rasmuson — 5,373 poäng → (4:e plats)
- Lennart Pettersson — 5,243 poäng → (7:e plats))
- George Horvath — 5,229 poäng → (9:e plats)

Herrarnas lagtävling
- Rasmuson, Pettersson och Horvath — 15,845 poäng → ( Brons)

## Tyngdlyftning
Herrarnas 100 kg
- Mikael Persson — 360 kg (9:e plats)